# مقام القطرواني
مقام الشيخ القطرواني هو مقام إسلامي يقع على تل ظهرة حمود على بعد حوالي 1.5 كم جنوب غرب عطارة في فلسطين. إنشأ المقام لأول مرة أثناء الحكم المملوكي لفلسطين كواحد من سلسلة أبراج المراقبة التي تعود إلى القرن السادس عشر والتي تطل على الساحل القريب. يقع على ارتفاع 820 متراً فوق مستوى سطح البحر.

## تاريخ
تم إنشاء هذا المقام في القرن السادس عشر في العصر المملوكي فوق أنقاض دير بيزنطي. تم تجديد الضريح في عام 1999. وقد تم العثور هنا على قطع فخارية من العصر البيزنطي والصليبي والأيوبي والمملوكي.

## العمارة
الحرم عبارة عن بناء مستطيل الشكل عرضه 9.8 متر، وطوله 5.9 متر. يحتوي على قبتين نصف كرويتين، يبلغ قطر كل منهما 3.8 و3.9 متر على التوالي. القبة الشرقية مبنية من حجارة مقطوعة بدقة، بينما القبة الغربية مبنية من حجارة ميدانية خشنة صغيرة، ولكن كلا النوعين من أصل محلي. يبلغ سمك الجدار الشمالي 85 سنتيمترًا، وهو مبني من الحجارة الصغيرة والملاط والحصى. تحتوي الغرفة الشرقية من الحرم على محراب يتجه بشكل نموذجي نحو مكة المكرمة، كما هو مطلوب في العقيدة الإسلامية.
يقع الخزان المسدود حاليًا أمام الضريح، ومن المرجح أنه كان يجمع مياه الأمطار في الماضي للحرم. ومن المحتمل أيضًا أنها كانت تستمد مياهها من نبع وادي السقي القريب، الذي يقع على بعد كيلومترين جنوب الموقع. إلى الغرب من المزار يوجد معصرة نبيذ محفورة في الحجر. حوضها عمقه 1.8 متر ومغطى بطبقة من الجص الأبيض. يقع كهف منحوت في الحجر أمام المقام، لكن سكان عطارة أغلقوه عام ١٩٨٤ لأسباب أمنية. يقع ضريح الشيخ أحمد القطرواني، الذي سُمّي المبنى باسمه، غرب صحن المقام، وقد نُهب عدة مرات.

## الأساطير المحلية
بحسب الأسطورة المحلية، كان الشيخ أحمد القطرواني رجلاً مقدسًا من بلدة قطرة، لكنه غادر بلدته بعد أن لم يتمكن من مواصلة واجباته الدينية هناك. وقد رآه مجموعة من القرى مستلقياً في بيرزيت. وعندما سئل الشيخ عن أصوله، قال إنه من قطرة وأن الملائكة أحضروه إلى المكان الذي سيموت فيه. وقد أمده سكان عطارة، وكذلك سكان عجول وسلواد المجاورتين، بالطعام والحماية لمدة أربع سنوات، وعندما وجدوه ميتاً دفنوه غرب الحرم مباشرة. وتزعم حكاية شعبية أخرى أنه عندما توفي القطرواني، نزلت جثته إلى قمة التل حيث يقع ضريحه.

## التقليد المسيحي
ومع ذلك، يزعم العديد من المسيحيين الفلسطينيين أن الموقع كان مخصصًا للقديسة كاترين، مما يشير إلى أن الأصل اللغوي لكلمة "قطرواني" هو من "كاترين". ويشير حمدان طه أيضًا إلى أوجه التشابه بين التقليد الإسلامي لنزول القطرواني إلى مكان دفنه وقت وفاته والتقليد المسيحي لنزول القديسة كاترين إلى جبل سيناء وقت وفاتها.